# Michael Hansson
Michael Hansson, född 26 september 1990, är en norsk skådespelare. Under 2005-2006 spelade han rollen som Johnny (efter Nikolai I. K. Djupesland) i NRK1-serien Johnny och Johanna.